# (35237) Matzner
(35237) Matzner est un astéroïde de la ceinture principale.

## Description
(35237) Matzner est un astéroïde de la ceinture principale. Il fut découvert le 23 août 1995 à l'Observatoire d'Ondřejov par Lenka Šarounová. Il présente une orbite caractérisée par un demi-grand axe de 2,76 UA, une excentricité de 0,23 et une inclinaison de 7,5° par rapport à l'écliptique.

## Compléments